# Lijst van voetbalinterlands Chili - Duitsland (vrouwen)
Deze lijst van voetbalinterlands is een overzicht van alle officiële voetbalinterlands tussen de nationale vrouwenteams van Chili en Duitsland. De landen hebben tot nu toe twee keer tegen elkaar gespeeld.

## Wedstrijden
| № | Plaats            | Datum        | Competitie        | Wedstrijd         | Uitslag |
| - | ----------------- | ------------ | ----------------- | ----------------- | ------- |
| 1 | Regensburg        | 30 mei 2019  | Vriendschappelijk | Duitsland − Chili | 2 − 0   |
| 2 | Offenbach am Main | 15 juni 2021 | Vriendschappelijk | Duitsland − Chili | 0 − 0   |

## Samenvatting
| Competitie        | Totaal gespeeld | Winst Chili | Gelijk | Winst Duitsland | Doelsaldo Chili – Duitsland |
| ----------------- | --------------- | ----------- | ------ | --------------- | --------------------------- |
| Vriendschappelijk | 2               | 0           | 1      | 1               | 0 − 2                       |
| Totaal            | 2               | 0           | 1      | 1               | 0 − 2                       |